# Old Etonians FC
Old Etonians Football Club är en fotbollsklubb som består av före detta elever från Eton College i England. Hemmamatcherna spelas på Dutchman's Playing Fields, Pococks Lane i Eton. Klubbens smeknamn är OEs.

## Historia

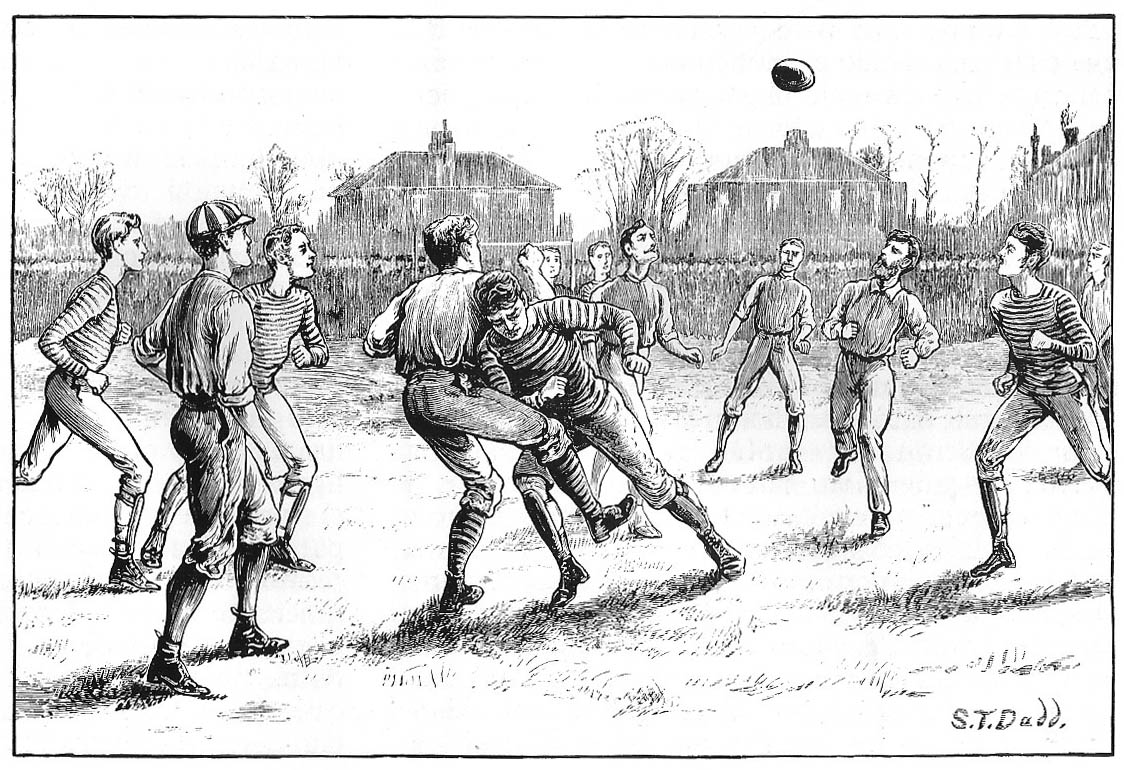
Old Etonians v. Blackburn Rovers.

Klubben grundades av Lord Kinnaird 1871, enligt den officiella webbplatsen, men den kan ha startat redan 1863. Etonians var den sista amatörklubben som vann FA-cupen när man den 25 mars 1882 vann mot Blackburn Rovers med 1-0. Året efter förlorade man mot ett annat lag från Blackburn, Blackburn Olympic, med 2-1 på övertid. 
Klubben hade stora framgångar under andra halvan av 1870- och den första halvan av 1880-talet. De kom att spela sex FA-cupfinaler på nio år och vann två, 1879 och 1882. 1875, 1876, 1881 och 1883 tog man sig till final. 
Numera är man med i Amateur Football Alliance och spelar i Arthurian League som man vunnit vid ett par tillfällen. 

## Landslagsspelare
Flera spelare från Old Etonians spelade i Engelska landslaget när de spelade för klubben eller senare. Följande åtta spelare spelade för England medan de var i klubben (antalet matcher när de spelade för Old Etonians inom parentes). :
- Rupert Anderson (1 match)
- Lindsay Bury (1 match)
- Edward Christian (1 match)
- Arthur Dunn (2 matcher)
- Harry Goodhart (3 matcher)
- Robert Cunliffe Gosling (5 matcher)
- John Hawtrey (2 matcher)
- Herbert Whitfield (1 match)

Anderson, Bury och Whitfield spelade sin enda match tillsammans, den 18 januari 1879 mot Walesiska landslaget. Whitfield gjorde mål när England vann med 2-1.
Andra Old Etoniansspelare som senare kom att spela för England är:
- Alexander Bonsor
- Percy de Paravicini
- Alfred Lyttelton
- Reginald Macaulay
- Cuthbert Ottaway
- John Frederick Peel Rawlinson

Klubbens grundare Lord Kinnaird spelade en match för Skotska landslaget 1873.

## Meriter
- FA-cupen: 1879, 1882
- Arthurian League: 1993, 2005